# Shashi
Shashi (chinesisch 沙市区, Pinyin Shāshì Qū) ist ein Stadtbezirk der bezirksfreien Stadt Jingzhou in der chinesischen Provinz Hubei. Shashi ist der Innenstadtbezirk Jingzhous und Sitz der Stadtregierung. Er hat eine Fläche von 517 km² und 666.400 Einwohner (Stand: Ende 2019).

## Geschichte
Shashi wurde erst im späten 18. Jahrhundert gegründet und im Zuge des Zweiten Weltkrieges und des Bürgerkriegs in China fast vollständig zerstört. Das Stadtbild prägen daher vor allem Bauten der 1950er, 1960er und 1970er Jahre, doch durch den chinesischen Wirtschaftsboom der letzten Jahre sind auch einige Neubauten zu finden. Shashi gilt neben Wuhan als inoffizielle "Hauptstadt" Hubeis, da die Kommunistische Partei Chinas oft hier tagt. Stark diskutiert ist auch der Bau von zwei neuen Sechs-Sterne-Hotels in Shashi, dem Shashi Palace und dem Zhonghua Yangtze Grand Hotel, da der Bau der Hotels stark staatlich bezuschusst wurde und Zwangsumsiedlungen vorgenommen wurden, bei denen die Slums von Shashi, das durch viele Wanderarbeiter und niedrige Löhne große Slums besitzt, geräumt wurden. Die neuen Hotels werden wohl größtenteils von Parteikadern benutzt.

## Probleme
Bekannt ist der Stadtbezirk für seine Umweltverschmutzung, denn der Jangtsekiang ist im Binnenhafen von Shashi extrem verschmutzt, da der Stadtbezirk eine große Metall- und chemische Industrie hat, so dass gefährliche Chemikalien und Schwermetalle ins Wasser geleitet werden.

## Partnerstädte
- Majuro, Marshallinseln (1989)
- Fukuoka, Japan (1998)
- Nantes, Frankreich (2003)
- Pusan, Südkorea (2005)